# Home and Abroad
Home and Abroad è un album live del gruppo degli Style Council.

## Tracce
1. The Big Boss Groove – 4:58
2. My Ever Changing Moods – 4:35
3. The Lodgers (Or She Was Only a Shopkeeper's Daughter) – 4:37
4. Headstart for Happiness – 3:22
5. (When You) Call Me – 4:24
6. The Whole Point of No Return – 3:20
7. Our Favourite Shop – 3:19
8. With Everything to Lose – 4:09
9. Homebreakers – 5:07
10. Shout to the Top – 3:23
11. Walls Come Tumbling Down – 3:38
12. Internationalists – 5:36

I brani numero 1 e 7 non compaiono nella versione su vinile.

## Formazione
- Paul Weller - voce
- Mick Talbot - tastiera
- Dee C. Lee - voce
- Steve White - batteria

## Classifiche
| Classifica (1986) | Posizione massima |
| ----------------- | ----------------- |
| Australia         | 59                |
| Germania          | 53                |
| Giappone          | 34                |
| Nuova Zelanda     | 21                |
| Paesi Bassi       | 27                |
| Regno Unito       | 8                 |
| Svezia            | 36                |